# Lutter (Frieda)
|  | Per a altres significats, vegeu «Lutter». |

El Lutter és un afluent del Frieda a l'estat de Turíngia al districte d'Eichsfeld.
Neix a la cresta meridional del Westerwald a dos quilòmetres als nord-est de Grossbartloff.

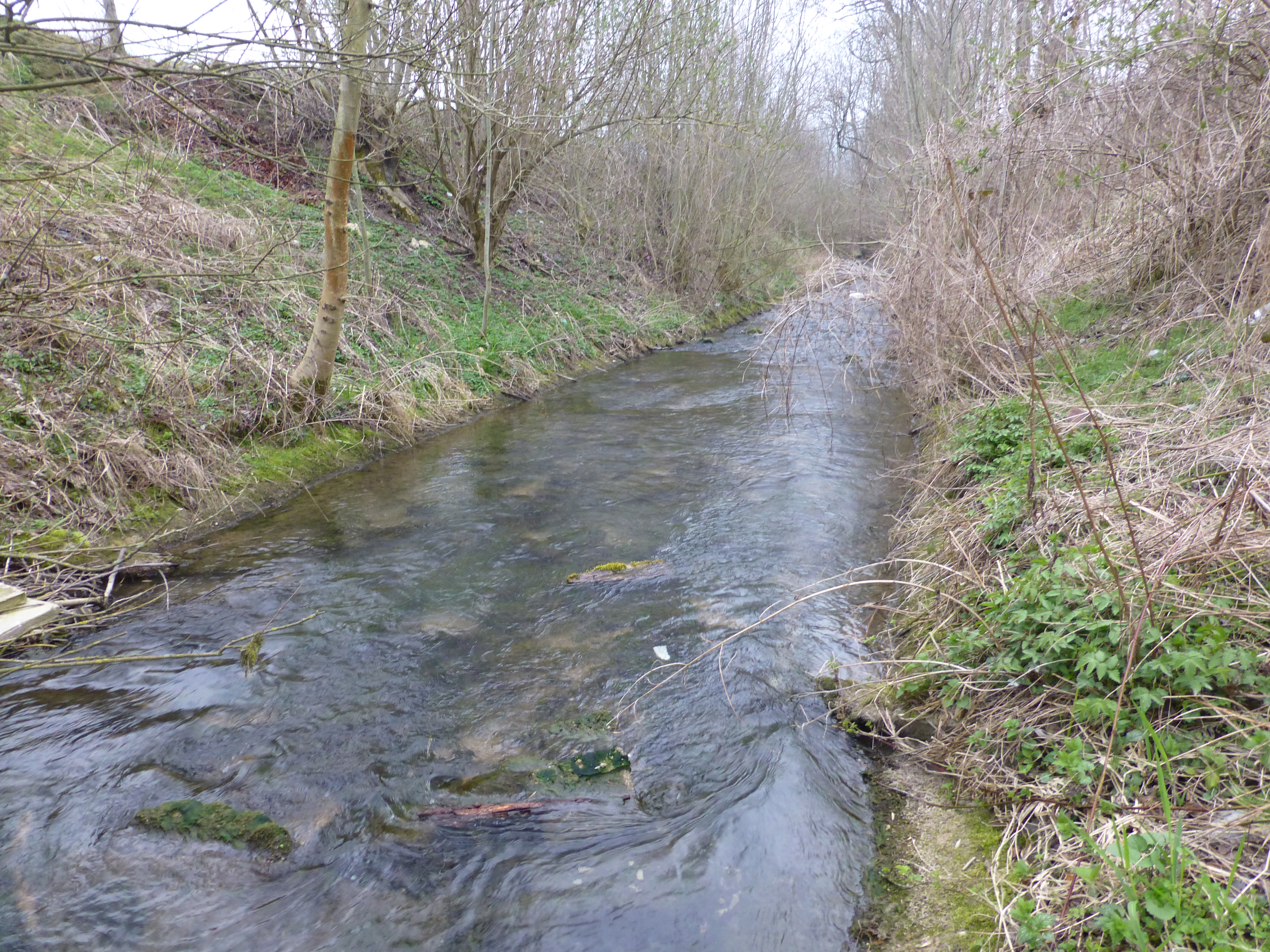
El Lutter a Grossbartloff

Al seu marge es van construir vuit molins d'aigua: el Luttermühle, el Klostermühle, l'Spitzmühle, el Fiischmühle, el Fiegemühle, el Fromssche Mühle, el Hahnemühle i l'Entemühle.

## Afluents
- Rottenbach
- Steingraben
- Kellerborn
- Neunborner
- Wolfentalsbach